# Kur (eiland)

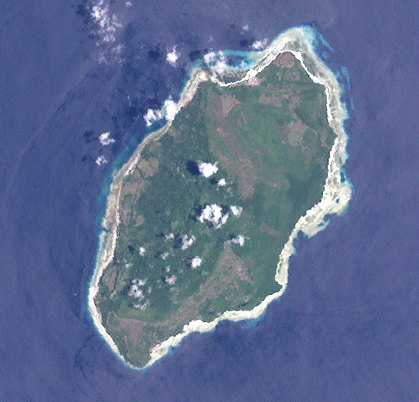
Foto door Landsat 7 van het eiland Kur

Kur is een van de Kei-eilanden in de Molukken en maakt deel uit van de Indonesische provincie Maluku.
Op het eiland Kur levert de landbouw onder meer walnoten (een belangrijke grondstof), koffiebonen, nootmuskaat, kruidnagel, kokosnoot. De meerderheid van de bevolking is werkzaam als boeren en vissers.